# 東京天使
東京天使（とうきょうてんし）とは、2001年4月から2003年9月までフジテレビ系列で放送されていたテレビ番組である。

## 内容
- 天使たちが、本当にほしいものや他では手に入らない物などを捜し求め、毎回テーマにそって探し回る。
- 本番組はフジサンケイグループ系列の通信販売企業、ディノスと連動しており、番組内で紹介された商品は実際にディノスにおいて販売が行われていた。

### ルール

#### 2002年4月～2002年9月
- この時からは売上げポイント加算制となる。
- 100ポイントごとに銀のエンジェル1枚獲得。銀のエンジェル3枚で金のエンジェル1枚がもらえ、この金のエンジェルは海外へ買い付けに行ける権利1回を有していた。

## 放送時間
（フジテレビでの基本放送時間）
- 毎週土曜日　25:45～26:15 （2001年4月14日～2001年9月29日）
- 毎週木曜日　25:40～26:10 （2001年10月10日～2003年9月18日）

## 出演者

### 店長
- ヒロミ

### 秘書
- 宮本えりか （2002年9月まで）

### マネージャー
- 東貴博
- 深沢邦之

（いずれも2002年10月から）

### エンジェル
- 越智美里 （第1回から最終回まで通して出演）
- 熊切あさ美 （第1回から2002年9月まで）
- 青木未希 （第1回から2002年9月まで）
- 岩波理恵 （2001年10月から）
- 立川絵理 （2002年10月から）
- 深谷愛 （2002年10月から）
- 青木直子 （2003年4月から）
- 岩田ゆり （2003年4月から）
- 岡村亜紀 （2003年4月から）

## 実際に販売された主な商品
- アントニオ猪木の等身大の手のひらをかたどった『ビンタオブジェ』とオリジナルTシャツ （'02年3月）
- イタリア・リラコインペンダントとブレスレット（'02年4月。この年の3月にユーロに代わり、リラとしての流通は終了したため作製できた物）
- 8.4分の1サイズC56形蒸気機関車（'02年4月）
- 叶姉妹のゴージャスドール（'02年4月）
- 2002 FIFAワールドカップ決勝戦・ブラジル対ドイツで実際に使用された横浜国際総合競技場の芝（'02年6月）

など

## スタッフ
- プロデューサー : 浜谷知典（日本テレワーク）
- AP : 富高久美子（日本テレワーク）

## ネット局
- フジテレビ（キーステーション）
- テレビ新広島
- テレビ愛媛
- 石川テレビ
- テレビ西日本